# Asia Ortega
Asia Ortega Leiva (Barcelona, 18 de maio de 1995) é atriz e bailarina espanhola.

## Filmografia

### Cinema
| Ano  | Título                     | Papel        | Nota |
| ---- | -------------------------- | ------------ | ---- |
| 2018 | Cuando los ángeles duermen | Gloria       |      |
| 2018 | Tu hijo                    | Sara         |      |
| 2020 | Hasta el cielo             | Sole         |      |
| 2021 | Malnazidos                 | Novia Pueblo |      |

### Televisão
| Ano       | Título                    | Papel                      | Nota                              |
| --------- | ------------------------- | -------------------------- | --------------------------------- |
| 2017      | Centro médico             | Silvia                     |                                   |
| 2019-2020 | Les de l'hoquei           | Florencia "Flor" Vilamayor | Principal (1ª-2ª Temporada)       |
| 2019      | Más de 100 mentiras       | Carlota                    | Principal; 5 episódios (2ª Temp.) |
| 2021      | El Internado: Las Cumbres | Amaia Torres               | Principal (1ª-2ª Temporada)       |

### Curta-metragem
| Ano  | Título | Papel | Nota |
| ---- | ------ | ----- | ---- |
| 2004 | Clown  | Niña  |      |

## Ligações Externas
- Asia Ortega. no IMDb.
- Asia Ortega no Instagram